# Orbiliàcies
Els orbiliomicets (Orbiliomycetes) són una classe de fongs ascomicots de la subdivisió Pezizomycotina. Inclou un sol ordre, Orbiliales, amb una sola família Orbiliaceae amb 17 gèneres.